# Храм Святого Александра Невского (Термез)
 Храм Святого Александра Невского  — православный храм Ташкентской и Узбекистанской епархии Среднеазиатского митрополичьего округа Русской православной церкви, расположенный в городе Термезе.

## История
Собор был построен по типовому проекту воинской церкви, разработанному в 1901 году архитекторами Фёдором Вержбицким и Фёдором Смирновым. Этот проект, ставшим типовым для военных храмов Туркестана, был утверждён властями для сооружения храма 1-й Туркестанской стрелковой бригады, расквартированной в Ташкенте. По нему же в 1909—1911 годах строился собор Святителя Алексия Московского в Самарканде.
Храм был построен из жжёного кирпича, оштукатурен. Имел большие колокольню и иконостас. Внутренне пространство храма имело размер 24 на 16 метров. Также в храме было большое количество икон и церковной утвари.
До 1910 года церковь принадлежала 9-му Туркестанскому стрелковому полку и была освящена во имя святого Алексея, человека Божьего (престольный праздник 17 марта), а её священником был Василий Павлович Благовещенский.
В 1910 году храм переосвятили в честь святого Александра Невского. Священником в то время был Василий Никифорович Орлинский.
Церковь была закрыта после 1927 года, вскоре снесена колокольня. Иконы и имущество храма было роздано в другие приходы. В храме разместили склад вооружения, позднее — военный госпиталь, а затем — спортзал.
В 1990 году храм был заново освящён.